# Тіхерас (Нью-Мексико)
Тіхерас (англ. Tijeras) — селище (англ. village) в США, в окрузі Берналільйо штату Нью-Мексико. Населення — 465 осіб (2020).

## Географія
Тіхерас розташований за координатами 35°5′20″ пн. ш. 106°22′33″ зх. д. / 35.08889° пн. ш. 106.37583° зх. д. (35.088767, -106.375841).  За даними Бюро перепису населення США в 2010 році селище мало площу 2,99 км², з яких 2,97 км² — суходіл та 0,02 км² — водойми.

## Демографія
Згідно з переписом 2010 року, у селищі мешкала 541 особа в 234 домогосподарствах у складі 154 родин. Густота населення становила 181 особа/км².  Було 261 помешкання (87/км²).
Расовий склад населення:
| - 75,8 % — білих - 1,5 % — корінних американців - 0,7 % — чорних або афроамериканців - 0,4 % — азіатів - 18,3 % — осіб інших рас |

До двох чи більше рас належало 3,3 %. Частка іспаномовних становила 50,6 % від усіх жителів.
За віковим діапазоном населення розподілялося таким чином: 17,9 % — особи молодші 18 років, 66,6 % — особи у віці 18—64 років, 15,5 % — особи у віці 65 років та старші. Медіана віку мешканця становила 48,2 року. На 100 осіб жіночої статі у селищі припадало 105,7 чоловіків;  на 100 жінок у віці від 18 років та старших — 103,7 чоловіків також старших 18 років.
Середній дохід на одне домашнє господарство  становив 104 778 доларів США (медіана — 72 031), а середній дохід на одну сім'ю — 103 879 доларів (медіана — 87 321). За межею бідності перебувало 7,0 % осіб, у тому числі 0,0 % дітей у віці до 18 років та 4,3 % осіб у віці 65 років та старших.
Цивільне працевлаштоване населення становило 219 осіб. Основні галузі зайнятості: освіта, охорона здоров'я та соціальна допомога — 28,3 %, науковці, спеціалісти, менеджери — 12,8 %, публічна адміністрація — 10,5 %, мистецтво, розваги та відпочинок — 10,0 %.